# Плутоний-240
Плуто́ний-240 (англ. plutonium-240) — радиоактивный нуклид химического элемента плутония с атомным номером 94 и массовым числом 240. Образуется при захвате нейтрона ядром 239Pu. В топливных элементах ядерных реакторов содержание 240Pu увеличивается в процессе отработки топлива. Для оружейного плутония изотоп является нежелательной примесью из-за его склонности к спонтанному делению, что может привести к преждевременной детонации ядерного заряда (не допускается содержание более 7 % 240Pu). В отработанном топливе ядерного реактора около 70 % 239Pu и 26 % 240Pu, что делает крайне непрактичным изготовление атомного оружия из этого сырья, поэтому оружейный плутоний получается на специально предназначенных для этого реакторах путём переработки топлива после 90 дней работы реактора.
240Pu имеет втрое меньшее эффективное сечение захвата нейтрона, чем 239Pu и в большинстве случаев превращается в 241Pu.

## Образование и распад
| Процесс                   | Уравнение                                                                                            | Период полу- распада | Вероят- ность, % | Энергия распада, кэВ | Энергия частиц, кэВ                   |
| Образование               | Образование                                                                                          | Образование          | Образование      | Образование          | Образование                           |
| ------------------------- | --- | -------------------- | ---------------- | -------------------- | ------------------------------------- |
| β−-распад 240Np           | {\displaystyle \mathrm {^{240}_{93}Np} \rightarrow \mathrm {^{240}_{94}Pu} +e^{-}+{\bar {\nu }}_{e}} | 61,9(2) мин          | 100              |                      |                                       |
| β+-распад 240Am           | {\displaystyle \mathrm {^{240}_{95}Am} \rightarrow \mathrm {^{240}_{94}Pu} +e^{+}+\nu _{e}}          | 50,8(3) ч            | 100              |                      |                                       |
| α-распад 244Cm            | {\displaystyle \mathrm {^{244}_{96}Cm} \rightarrow \mathrm {^{240}_{94}Pu} +\mathrm {^{4}_{2}He} }   | 18,10(2) лет         | 100              |                      |                                       |
| Поглощение нейтрона 239Pu | {\displaystyle \mathrm {^{239}_{94}Pu} +n^{0}\rightarrow \mathrm {^{240}_{94}Pu} }                   |                      |                  |                      |                                       |
| Распад                    | |                      |                  |                      |                                       |
| α-распад                  | {\displaystyle \mathrm {^{240}_{94}Pu} \rightarrow \mathrm {^{236}_{92}U} +\mathrm {^{4}_{2}He} }    | 6564(11) лет         | 100              | 5 255                | 5 168,17 (72,80 %) 5 123,68 (27,10 %) |
| Спонтанное деление        | {\displaystyle \mathrm {^{240}_{94}Pu} \rightarrow }                                                 |                      | 5,7⋅10−6         |                      |                                       |

## Получение
Плутоний-240 образуется в ядерных реакторах в результате захвате нейтрона плутонием-239. В процессе эксплуатации энергетических реакторов на АЭС создаётся основная масса 240Pu, типично в ОЯТ его доля составляет около четверти от всех изотопов плутония. Однако в разных типах реакторов его доля может составлять от 17 до 30 %.

## Применение
В оружейном плутонии количество изотопа плутония-240 составляет не более 8 %.
Однако, несмотря на нагрев и другие проблемы, в США в 1960-е годы было испытано (1962) ядерное устройство, созданное из плутония, полученного на обычной АЭС. Это стало известным из информации, рассекреченной Министерством энергетики США в июле 1977 года.